# De Fonteine
De Fonteine (La Fontaine) est la plus ancienne des cinq chambres de rhétorique gantoises et existe toujours.  Sa devise est Alst past, bi apetite (« Par goût, quand cela convient » ; attestée en 1539).  

## Bref historique

### XVesiècle
La ville s'adressa déjà avant la création de cette chambre, et notamment en 1441 et 1442, à des compagnies pour qu'elles rehaussassent l'éclat des célébrations et festivités par des représentations théâtrales, mais il ne s'agissait pas là de troupes permanentes et reconnues par les autorités locales.
Dans un acte, daté du 9 juillet 1451, est stipulé que, le 14 août 1446, dans une chapelle de l'église Saint-Nicolas, un service de louange fut institué, fondé par De Fonteine.  Quoi qu'il en soit, ce n'est que le 9 décembre 1448 que la chambre fut reconnue par le magistrat de Gand.  L'affiliation d'artistes était une constante dans le milieu des rhétoriciens du XVe siècle ; les fondateurs de De Fonteine, comme d'ailleurs ceux de la chambre de Sainte-Agnès, étaient des artistes visuels et le premier « prince » de De Fonteine était le peintre Claeys van der Meersch.  En 1458, la chambre est mentionnée, pour la première fois, pour s'être produite en tant que troupe, notamment à l'occasion de la Joyeuse Entrée de Philippe le Bon.  La chambre figure pour la première fois dans les comptes de la ville en 1466, à l'occasion de la Joyeuse Entrée du comte de Charolais.  Le 29 mai 1476, Charles le Téméraire accorda à la chambre le privilège de porter les couleurs et armes princières.  Aussi reçut-elle le privilège princier d'être exempt du tirage au sort pour déterminer l'ordre dans lequel on jouait aux compétitions régionales : dorénavant, elle était toujours classée première.  La chambre prit part au Landjuweel de Louvain en 1478.  Si elle ne participa pas à la réunion à Malines en 1493, elle était toutefois présente au Landjuweel à Anvers en 1496.  En 1498, la chambre organisa un banquet pour les sociétés rhétoriciennes accompagnant les sociétés de tir invitées à Gand par la corporation de Saint-Georges à l'occasion d'un grand concours de tir.  Les chambres de rhétorique représentées avaient été invitées à pratiquer « la science de Rethoricque »  [sic] et pouvaient remporter des prix pour des esbattements en thiois ([moyen] néerlandais) ou en wallon (français).  La participation de Philippe le Beau au concours et la présence de la duchesse Jeanne de Castille confirmaient l'importance acquise par la chambre De Fonteine.  
Le nom de la chambre figure dans les sources comme tgheselscip vander Fontaine (la compagnie de la Fontaine, 1448), Fonteine (Fontaine, 1448), gheselscepe van der Helegher Drivuldicheit, dat men eedt de Fonteyne (la compagnie de la Sainte Trinité, qu'on appelle la Fontaine, 1528), gulde der Helegher Dryvuldicheit ghenaemt de Fonteine (guilde de la Sainte Trinité, appelée la Fontaine, 1548); Fonteinisten (Fontainistes, 1608).  Sa patronne est la Sainte Trinité (attestée dès 1448).  Les trois jets d'eau de la fontaine, figurant sur le blason de cette société littéraire, se rapportent à la Sainte Trinité,.

### XVIesiècle
Comme trois autres chambres de Gand, De Fonteine recevait du magistrat de la ville, dès 1534, une subvention annuelle de trois livres de gros.  Par acte du 3 février 1538, Marguerite d'Autriche accorda, au nom de l'Empereur, la permission d'organiser le Landjuweel de 1539.  Dix-neuf sociétés de rhétoriciens répondirent à l'appel lancé par l'envoi d'une carte d'invitation contenant les questions auxquelles devaient répondre des chambres provenant des comtés de Flandre et de Hainaut et du duché de Brabant : il s'agit de chambres établies à Anvers, à Audenarde, à Axel, à Bergues, à Bruges, à Bruxelles, à Courtrai, à Deinze, à Enghien, à Kaprijke, à Leffinge, à Lo (dans le Métier de Furnes), à Menin, Messines, à Neuve-Église, à Nieuport, à Tielt, à Tirlemont, et à Ypres,.  Le livre commémoratif des jeux et des refrains fut ensuite prohibé.  
Au XVIe siècle, De Fonteine se manifestait comme la chambre principale de la Flandre.  La plus ancienne lettre de baptême à avoir été conservée date du 11 juillet 1517 ; elle a été accordée par De Fonteine à la chambre De Zebaer Herten de Roulers.  À partir de 1546, la chambre s'appelait la chambre suprême et souveraine de Flandre.  
Après les dévastations des iconoclastes, les subventions aux chambres de Gand furent suspendues.  Cependant, la chambre fut très active pendant les années d'existence de la République calviniste (1577-1584).  Aussitôt que le duc de Parme eut pris la ville de Gand, la subvention annuelle des autorités fut refusée.  Par l'institution d'une censure sévère et par la publication de placards (1597), on interdit, entre autres, la distribution, le chant ou le jeu de louanges, de chansons et de pièces, que ce soit à l'intérieur ou à l'extérieur.

### XVIIesiècle
Le 31 octobre 1608, la Ville accorda de nouveaux statuts à la chambre,.  Il est incertain s'il y avait une réelle continuité avec la société telle qu'elle existait au XVIe siècle, d'autant plus que les statuts étaient, en grande partie, une copie de ceux, établis en 1508 pour une autre chambre gantoise, celle de Sainte-Agnès.  Mais, quoi qu'il en soit, la nouvelle Fonteine s'imposait à nouveau comme la chambre suprême de Flandre.  Ainsi, la chambre fut étroitement impliquée dans le développement d'un réseau de rhétoriciens dans le pays de Waes.

### XVIIIesiècle
On connaît peu de chose de l'histoire de la chambre au cours du XVIIe siècle, sauf qu'elle renaît de ses cendres vers 1700 ; pour cette raison, on l'appela, dès lors, parfois la guilde de phœnix (phenix-gilde).  Au début, elle n'était qu'une association de poètes mais, bientôt, elle recommença à jouer des pièces de théâtre.  Après s'être réunis à l'enseigne des Armes d'Espagne, à la rue Haute-Porte, les rhétoriciens aménagèrent une salle de spectacle et de réunion, nommée het Ganxken (= le petit couloir), dans une dépendance de la maison de Lucas van Branteghem (qui était seigneur de Reybrouc et doyen de la société), située à l'actuelle place Saint-Bavon et accessible de la rue Magelein par un étroit passage,,.  L'imprimeur gantois Cornelis Meyer, force motrice de la chambre, était l'auteur de la première pièce qui y fut représentée : Zegenprael van Carel den VI, Keyzer van ‘t Christenrijk, ofte nederlaeg van Achmet den III, turckschen sultan (Le triomphe de Charles VI, empereur de la chrétienté, ou défaite d'Ahmet III, le sultan turc),.  Plus tard, De Fonteine acquit son propre théâtre, Parnassusberg (le Mont Parnasse) sur l’Oude Houtlei à Gand, et, le 20 juillet 1790, son règlement fut approuvé par les États de Flandre.  À cette époque, elle comptait parmi ses membres Karel Broeckaert, auteur de Jellen en Mietje, et l'imprimeur Jan-Frans Vanderschueren, éditeur du Vlaemschen Indicateur (l'Indicateur flamand) et de la Gazette van Gend (Gazette de Gand),.

### XIXesiècle

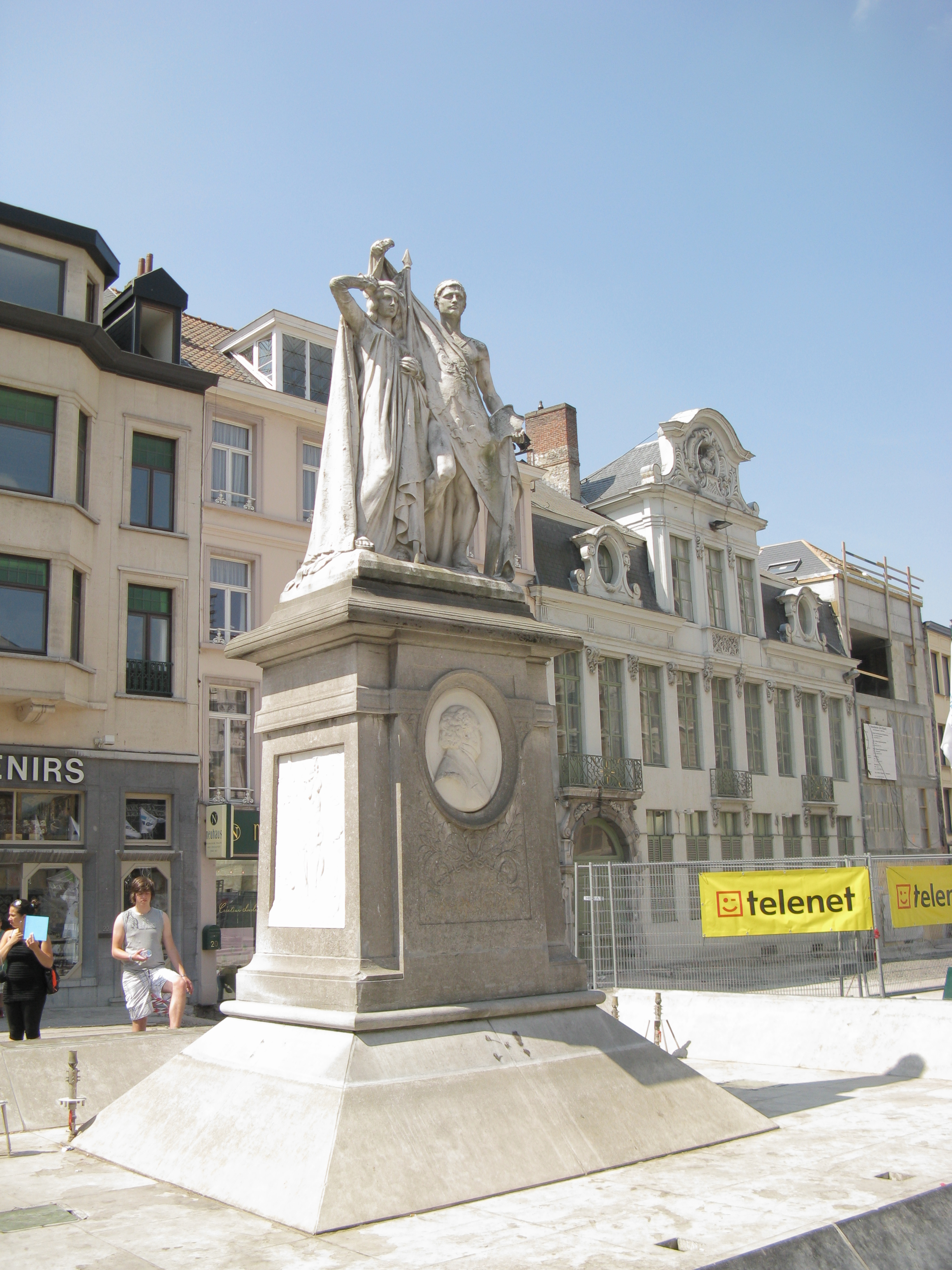
Statue du sculpteur Isidore De Rudder et portrait en bas-relief, encastré dans un piédestal conçu par l'architecte Paul Hankar, dévoilés sur la place Saint-Bavon en 1899 et dédiés à la mémoire de Jan Frans Willems (1793 – 1846), homme de lettres flamand, qui est considéré comme le père du mouvement flamand, et qui était, entre 1842 et 1846, président de la chambre royale suprême et souveraine (Koninklijke Soevereine Hoofdkamer van Retorica) De Fonteine.

Malgré l'occupation française, De Fonteine continua encore longtemps à donner des représentations théâtrales en néerlandais.
Pendant l'existence du royaume uni des Pays-Bas, De Fonteine donnait des représentations théâtrales, en traduction néerlandaise, de pièces du répertoire français (Voltaire, Molière, Pelletier-Volmeranges…) et du répertoire allemand (Kotzebue…).  En outre, la chambre montait des opéras (-comiques) français en traduction néerlandaise.  Le 26 juillet 1819, elle fut promue Société royale par le roi Guillaume Ier et fut placée sous sa haute protection,.
Après le concours de 1837, qui eut lieu à Courtrai, une partie des membres de De Fonteine fit sécession et constitua une nouvelle société de théâtre, opérant sous la devise Broedermin en Taelyver (Amour fraternel et Zèle linguistique).  Jan Frans Willems fut président de la chambre de 1842 à 1846.  Willems encourageait l'écriture et la représentation de pièces de théâtre originales en néerlandais, ce qui conduisit à des représentations d'œuvres de Prudens van Duyse, Victor Lemaire, Pieter de Cort, Willem Rogghe et de lui-même.
Dans la seconde moitié du XIXe siècle, De Fonteine jouait dans le théâtre Minard.  Parmi ses membres et administrateurs, on retrouve Constant-Philippe Serrure, Napoleon Destanberg et Karel Ondereet (qui étaient aussi deux acteurs célèbres).  Diana Robyn et Julie Lacquet étaient les actrices vedettes.  Après la création d'une compagnie professionnelle à Gand en 1871, Het Nederlands Tooneel (Le Théâtre néerlandais), la chambre De Fonteine ne s'occupa que peu des arts de la scène et se transforma progressivement en une société savante.

### XXesiècle
Depuis 1943, De Fonteine publie une série d'annuaires (Jaarboeken), consacrés à l'étude historique et littéraire de la culture et de la littérature anciennes et plus récentes des rhétoriciens.  Depuis lors, plus de quarante volumes ont été publiés.  Grâce à la coopération de plusieurs dizaines de spécialistes de Flandre et des Pays-Bas, cet annuaire fait autorité dans l'étude de l'univers des rhétoriciens.  Il est le seul périodique scientifique entièrement consacré à cet aspect typique de la culture néerlandaise.  Les numéros plus anciens de ce périodique sont consultables en version numérique sur le site web de la Bibliothèque numérique des lettres néerlandaises.
En 1948, la chambre célébra ses cinq cents ans d'existence par, entre autres, l'organisation du quinzième tournoi du Landjuweel royal.
En tant que chambre suprême, elle poursuit la tradition de la vieille chambre de rhétorique, entre autres en reconnaissant des troupes de théâtre comme chambre et en organisant des activités culturelles.
La chambre dispose d'archives qui contiennent des documents remontant à l'année 1700 (registres aux résolutions, rapports de réunions, les comptes, les listes de membres, lettres, photographies, etc.).  En outre, il y a environ 1 300 pièces imprimées des XVIIe, XVIIIe, XIXe, XXe siècles, environ 200 pièces de théâtre en manuscrit des XIXe, XXe siècles et quelque 200 partitions de musique de scène des XVIIIe et XIXe siècles.  Il y a aussi quelques pièces de musée, comme des médailles et des drapeaux.

## Ressources

### Sources
- (fr) ANDRIES, Jean.  Précis de l'histoire de la musique: depuis les temps les plus reculés, Gand, impr. et lith. de De Busscher frères, 1862, p. 84.
- (nl) BLOMMAERT, Philip Marie.  Geschiedenis der Rhetorykkamer: De Fonteine, te Gent, (gesticht den 9 december 1448), Gand, éd. Gyselynck, impr. de livres et de lithographies de F. et E. Gyselynck, 1847, 117 p.
- (nl) FREDERIKS, Johannes Godefridus, et Frans Jozef VAN DEN BRANDEN (réd.).  Biographisch woordenboek der Noord- en Zuidnederlandsche letterkunde, Amsterdam, L.J. Veen, 1888-1891, p. 516.
- (nl) PORTEMAN, Karel.  « Commentaar », Conformisten en rebellen: Rederijkerscultuur in de Nederlanden (1400-1650) (réd. Bart A. M. Ramakers), Amsterdam University Press, 2004  (ISBN 905356618X), p. 286.
- (nl) VAN BRUANE, Anne-Laure.  Le répertoire numérique des chambres de rhétorique des Pays-Bas méridionaux et de la Principauté de Liège (1400-1650), [En ligne], 2004, [www.dbnl.org].
- (nl) VAN BRUANE, Anne-Laure.  Om beters wille. Rederijkerskamers en de stedelijke cultuur in de Zuidelijke Nederlanden (1400-1650), Amsterdam University Press, 2008  (ISBN 9789053565612), p. 58, 75, 84, 100 et 179.
- (nl) VAN BRUANE, Anne-Laure, et Freddy VAN BESIEN.  De Fonteine (rederijkerskamer, 15de eeuw -), [En ligne], 25 juin 2008, [www.literair.gent.be], [initiative de la Bibliothèque publique municipale de Gand (OB) et de l'ASBL Gent Cultuurstad (Gand, Ville culturelle)].

### Quelques membres
- Karel Broeckaert (1767-1826)
- Jacob Hye (1667-1749)
- Cornelis Meyer ( ? - vers 1734)
- J. Ferdinand de Pauw (?-1824)
- Gillis de Rammeleere (?(XVIe siècle)-?)
- Jan Frans Willems (1793-1846)